# Simmatorp
Simmatorp är en herrgård i Marums socken i Skara kommun.  En camping tillkom i samband med att Skara Sommarland startades. På ägorna har funnits militärförläggning, tegelbruk, sågverk, hotell och  flyktingförläggning. 

## Historik

### 1600-talet-1700-talet
Simmatorp har från 1600-talet tillhört bland annat släkterna Lake och Strömhjelm.  Simmatorps herrgård finns omnämnd för första gången på 1600-talets slut. Då ägdes gården av änkefrun Anna Lake, änka efter assessor Johan Krabbe av Svaneby. 
Arvid August Boström, född 1685 adlades 1719 och fick namnet Strömhjälm. Han fick gården Simmatorp i förläning. Strömhjälm avgick från armén 1747, då som major. Dessförinnan hade han varit med om slaget vid Poltava 1709, där han blev sårad och tagen till fånga. Han rymde och tog sig till Bender. Strömhjälm deltog också i slaget mot ryssarna vid Adrienov. Strömhjälm fick 11 barn och är begraven i Marums kyrka. Vapenhuset i kyrkan som blev Strömhjälmarnas gravkor låg så sent som till slutet av 1800-talet vid kyrkans södra ingång. Detta vapenhus revs, men gravstenen låg kvar tills kyrkan genomgick en renovering 1933-1934, då stenen flyttades in i kyrkan och är nu uppsatt på den södra väggen. Efter Strömhjälms död 1767 innehades gården av Bengt Mannerhjärta som var gift med major Strömhjälms dotter Ulrika Sofia. Ulrika Sofia dog på Simmatorp 1769 medan hennes make dog 1778. Han hade skatteköpt gården 1765 och han ägde även gården Stubbesgården i Händene utanför Skara.

### 1800-talet
Överstelöjtnant och greve Adam Ekeblad som ägare till Simmatorp fram till 1803. Ägare till Simmatorp efter 1803 var Axel Johan von Köhler, som inte var skriven på gården. Han ägde Stora Kålltorp där han var bosatt. På Simmatorp bodde några av hans 11 barn. En av sönerna, Gustaf, var kapten vid Västgöta-Dals regemente i Vänersborg. Han blev dödad i en duell 1816 av kapten Zakarias Johan Sabelfelt i Lockerudsskogen i Vänersborg. Dottern Carolina Fredrika gifte sig med major och friherre Carl Georg Fock som övertog gården 1829. Axel von Köhler var president i Högsta domstolen och en handlingskraftig person med stora ekonomiska resurser. Han lät riva huvudbyggnaden och uppföra nuvarande huvudbyggnad. Tidigare låg det en byggnad som var lika stor som flygelbyggnaderna. Han lät bygga det nya huset på den gamla grunden, men lät göra huset bredare. Inköp av 9 hemman gjorde att gården fick större areal. 
År 1831 stod vice konsul Carl Erik Wästfelt som ägare. Wästfelt drev gården till sin död 1856. Sonen övertog driften på Simmatorp som ägde gården Hästalla vilket ligger en mil väster om Simmatorp. Västfelts son ville inte driva två gårdar så han bestämde sig för att gården skulle säljas och då på aktion.
Det var på en senvinterdag 1857 som det hölls aktion på Simmatorp. Gården skulle såldes till Nils-Johan Boström som blev riksdagsman i första kammaren. Boström fick tillsammans med sin hustru fyra barn, tre flickor och en pojke. Under Boströms tid hände det en händelse som lät tala om sig i bygden. Boströms son Ludvig kom i slag med professionella kortspelare. Dessa lurendrejare, som fick namnet baggbölingar, satte i system att lura till sig gårdar. När spelskulderna skulle betalas fick man såga ner träd med en säljbar storlek för att rädda kvar gården.

### 1900-talet
Boströms dotter Alma, som gifte sig med August Milqvist, blev den som övertog driften på gården, runt 1902. För detta skulle Milqvist betala en summa av 5000 kronor årligen till sin svärfar. Boström avled 1915 efter att vara änkeman i 16 år. August Milqvist köpte ut sina svägerskor och svåger och priset för gården fastställdes till 125 000 kronor. Alma och August Milqvist fick tre barn, två pojkar och en dotter. Harald var den son som runt 1918 övertog driften på Simmatorp och fram till sin faders död 1938 förvaltade gården. Gården lämnades till försäljning efter att ha varit i Milqvists släkt i 82 år.
Nya ägare blev Tor Allan och Madelen Lindstedt. Köpekontraktet undertecknades i juni månad, 1939. Tillträdesdagen var fastställd till den 1 september 1939. Köpekillingen var då 398 000 kronor. Det första som familjen Lindstedt fick göra var att lämna över stora huset till militära myndigheter. Huset blev förläggning och ladugården blev depå för hästar.
År 1945 till 1947 renoverades det stora huset. Därefter började gården att öka sin areal med att gårdar som gränsade till Simmatorp köptes upp. På 1960-talet var gården som störst; 16 arbetare brukade 500 hektar egen jord samt lika mycket skog. Till gården tillhörde ett tegelbruk som på mitten av 1950-talet fick nya lokaler, då i anslutning till gården. Ett kraftverk samt sågverk användes mest för egen del.
Lindstedt var en ivrig jägare och arrenderade stora områden utöver egna marker för jakten. 1952 anlades sjön som skulle bli en fågelsjö. Redan på den tiden var det svårt att få tillstånd att ändra i naturen, men med god hjälp av landshövding Domö och jaktvårdkonsulent Fränden fick man tillstånd att anlägga sjön. Som tack för hjälpen gjordes två öar dessa fick namn Domö och Frändö. Efter Lindstedt död 1972 ärvdes gården av barnen. Gården delades då och sonen tog Simmatorp medan hans syster fick gården Munkatorp. År 1977 brann ladugården ner och inget stod att rädda, och en ny byggdes upp. Samma år såldes tegelbruket som då redan var nerlagt.
I samband med Sommarlands tillkomst byggdes en camping upp runt huvudbyggnaden och 1987 såldes jordbruksmarken. Nu återstod bostadshusen, campingen, kraftverket och 36 hektar mark som såldes 1991 för att bli flyktingförläggning. Simmatorp drevs då som hotell. År 1997 blev Simmatorp åter till salu efter två konkurser.
Historien om gården Simmatorp har skrivits av dagens ägare Claes-Göran Öhrberg, som tillsammans med sin hustru Mona Öhrberg köpte Simmatorp herrgård i december 1997.